# Juan Mari Arzak
Juan María Arzak Arratibel (San Sebastián, Guipúzcoa), 31 de julio de 1942) es un cocinero español. Es el principal impulsor del movimiento culinario denominado Nueva Cocina Vasca.

## Biografía
Proveniente de una familia vasca dueño del Restaurante Arzak .
En 1989 le otorgan la tercera estrella de la Guía Michelin.[cita requerida]
En 1976 asistió al primer certamen gastronómico organizado por la revista Club de Gourmets, con la presencia de Paul Bocuse. Inspirados por la Nouvelle cuisine surge el movimiento de la Nueva Cocina Vasca, de la que Juan María Arzak se convierte en su principal representante y que influirá decisivamente en la cocina española, incluyendo al que se considera como mejor cocinero del mundo en la actualidad, Ferran Adriá. [cita requerida]
Arzak es habitual en todo tipo de certámenes nacionales e internacionales de gastronomía, como Madrid Fusión.
Desde 2005 colabora en el programa de televisión de su amigo Karlos Arguiñano, en el cual actualmente interviene todos los viernes presentando innovaciones gastronómicas.[cita requerida]
Durante el año 2012 fue el chef encargado de la alimentación del equipo de Fórmula 1 HRT —en joint venture con el grupo de cáterin Bokado—, convirtiéndose así en el primer cocinero de reconocimiento internacional en hacerlo, hasta el cese de actividad de la escudería a final de temporada debido a sus problemas financieros.

## Premios y reconocimientos

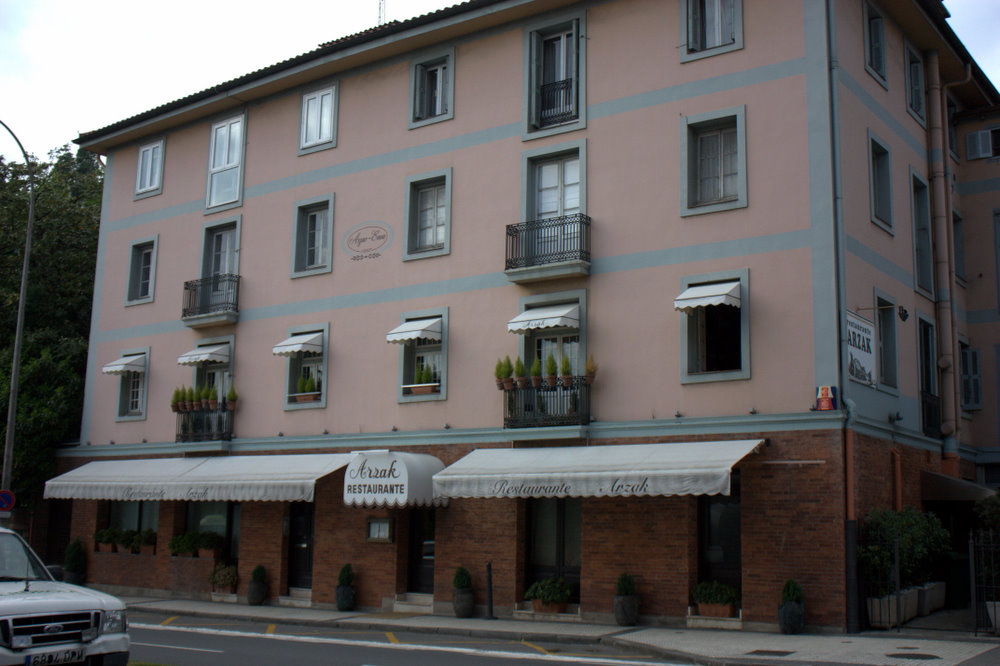
El Restaurante Arzak, en San Sebastián

- 1974 Premio Nacional de Gastronomía al Mejor Cocinero.
- 1974 Primera estrella de la Guía Michelin
- 1977 Segunda estrella de la Guía Michelin
- 1983 Mejor cocinero de España por la Revista Club de Gourmets.
- 1984 Mejor restaurante de España por la Revista Club de Gourmets.
- 1985 Premio Mejor Restaurante.
- 1989 Tercera estrella de la Guía Michelin.
- 1989 Entrada en la cadena Tradition & Qualité.
- 1992 Gran Premio del Arte de la Cocina como mejor cocinero de Europa por la Academia Europea de Gastronomía.
- 1995 Premio Mejor Restaurante.
- 2007 Premio Nacional de Gastronomía al Mejor Restaurante.
- 2007 “II Premios Quesos de Francia, unidos por el placer 2007” de Sopexa.
- 2008 Vasco Universal.[3][8]
- 2008 Premio Especial de la Gastronomía Austriaca, concedido por la revista A la carte.[9]
- 2008 Premio al Restaurante como miembro destacado del “Círculo de Restaurantes Centenarios FEHR”.
- 2009 Premio a las Artes “El Delantal de Oro” como uno de los cocineros más importantes de la actualidad.
- 2010 Premio Nacional de Gastronomía tradicional Lola Torres.
- La Universidad de Barcelona convoca desde el año 1999 el Premio Juan Mari Arzak de periodismo temático, otorgado a trabajos especializados en el sector gastronómico.
- 2010 Premio internacional Eckart Witzigmann[10]
- 1993 Caballero de la Orden de las Artes y de las Letras del Ministerio de Cultura Francés.
- 1994 Medalla de Oro de la ciudad de San Sebastián, entregada por el Ayuntamiento como expresión de reconocimiento y gratitud del Pueblo de San Sebastián a su profesionalidad sobre la base de los servicios de carácter extraordinario prestados al municipio.
- 2002 Distinción Lan Onari, otorgada por el Gobierno vasco en reconocimiento a su trayectoria profesional.[11]
- 2002 Medalla de Oro al Mérito Turístico de España.
- 2008- Medalla de Oro al Mérito en las Bellas Artes (Ministerio de Cultura y Deportes).[12]

## Libros
- 1998 Las recetas de Arzak. Ed. Aguilar.
- 1998-99 Escuela de Cocina y de la Buena Mesa. 6 volúmenes. J. M. Arzak con Karlos Arguiñano. Ed. Asegarce ISBN 84-8306-151-1
- 1999 Celebrar el milenio con Arzak y Adriá, 2000-2001. J. M. Arzak con Ferrán Adriá Ed. Península.
- 2004 Arzak: Recetas. Ed. Bainet Media.
- 2005 Asfalto culinario: El laboratorio de Arzak. Ed. Everest.
- 2006 Arzak, Bocados Ed. Bainet Media.[13]
- 2009 Arzak Secretos. Elena y Juan Mari Arzak. Ed. Bainet Media.